# Hans-Dieter Schnell
Hans-Dieter Schnell (* 27. Februar 1939 in Frankfurt am Main; † 13. November 2016 ebenda) war ein deutscher Politiker (CDU) und Abgeordneter des Hessischen Landtags.

## Ausbildung und Beruf
Nach dem Wirtschaftsabitur im Jahr 1959 absolvierte Schnell von 1960 bis 1962 eine Banklehre und arbeitete bis 31. Dezember 1962 als Bankkaufmann (Börsenhändler), bevor er von 1963 bis 1978 eine Tätigkeit in der elterlichen Großhandlung übernahm. Von 1978 bis 2004 arbeitete er als Angestellter im Versicherungsaußendienst.

## Politik
Ab 1970 war Hans-Dieter Schnell Mitglied der CDU und dort langjähriger Vorsitzender und seit 2003 Ehrenvorsitzender der CDU Frankfurt-Westend.
Im Jahr 1989 wurde er Stadtbezirks-Vorsteher, im Jahr 1998 CDU-Fraktionsvorsitzender im Ortsbezirk 2 und Sprecher der Stadtbezirks-Vorsteher.
Vom 14. Juli 2006 bis zum 5. April 2008 war er als Nachfolger für Boris Rhein Abgeordneter im Hessischen Landtag (Wahlkreis: 36 – Frankfurt am Main III) und dort Mitglied im Petitionsausschuss, Rechtsausschuss, Unterausschuss Justizvollzug sowie der Härtefallkommission beim Hessischen Minister des Innern und für Sport.
Am 13. November 2016 ist er in seiner Heimatstadt Frankfurt am Main gestorben.